# صخره برایتون (فیلم ۲۰۱۰)
صخره برایتون (انگلیسی: Brighton Rock) فیلمی در ژانر درام، جنایی و نئو نوآر به کارگردانی روان جافه است که در سال ۲۰۱۰ منتشر شد. این اثر اقتباسی از رمانی به همین نام اثر گراهام گرین است.

## بازیگران
- سم رایلی
- آندره‌آ ریسبرو
- اندی سرکیس
- جان هرت
- هلن میرن
- شان هریس
- پائولین ملویل
- استیو اِوِتس